# Trident Studios

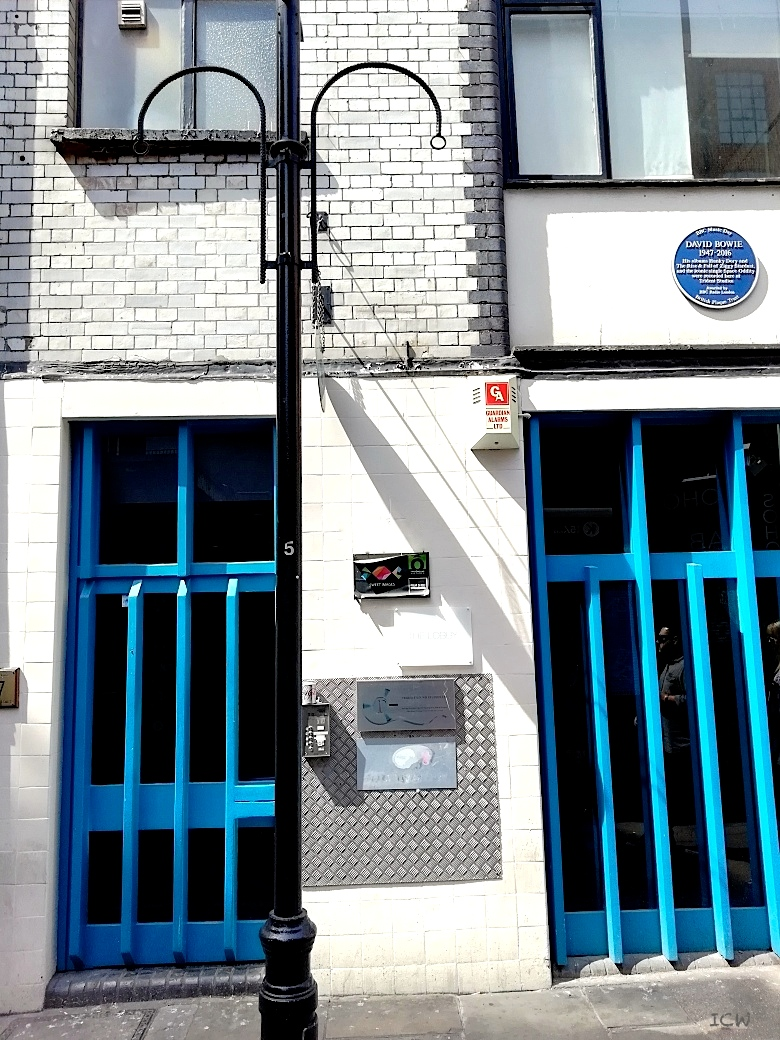
O prédio original da Trident Studios na St Anne's Court, Soho, Londres, 2018, com a placa azul de David Bowie

Trident Studios (atualmente, Sound Studio) é um estúdio de gravação localizado em St Anne's Court, 17 no distrito de Soho, em Londres, Inglaterra. Tornou-se famoso por ter sido muito utilizado nas décadas de 70 e 80 por vários cantores e conjuntos musicais ligados ao rock'n'roll, pop e jazz.

## História
O Trident Studios foi construído em 1967 pelos irmãos Norman and Barry Sheffield. Era um estúdio moderno,  com tecnologia de última geração para a época.
Em um tempo em que as gravações eram realizadas em quatro canais, ele possuia estúdio com oito canais.
Em março de 1968 o conjunto  Manfred Mann grava a música My Name's Jack que tornou-se grande sucesso e passou a  impulsionar a reputação do Trident como estúdio de gravação.
O Trident Studios foi o primeiro estúdio a utilizar o moderno sistema de redução de ruídos Dolby na Inglaterra. Outro avanço dos irmãos Sheffield foi o uso do "Ampex eight-track machine", gravador de oito canais, assim que ele saiu da fábrica. Enquanto os outros estúdios ainda estavam testando a eficiência da máquina, eles a colocaram imediatamente para utilizar, mais tarde afirmando que "se ela foi fabricada, então era boa para uso".
O Trident Studios foi vendido pelos irmãos Sheffield em dezembro de 1981 e agora chama-se The Sound Studio .
Atualmente, ele possui um "tour" turístico denominado "Magical History Tour" para o público interessado. Neste passeio, pode-se visitar o local e ouvir 35 minutos de músicas famosas que foram gravadas por lá e ouvir o guia contar a história de como algumas delas foram realizadas. As paredes do estúdio são decoradas com motivos que lembram momentos antológicos vividos dentro dele. Isso mantém a "magia" do local e preserva viva a história da música comtemporânea.

## Gravações célebres
- Lou Reed com  Transformer, de 1972 com produção de David Bowie,
- David Bowie com The Rise and Fall of Ziggy Stardust and the Spiders from Mars de 1972.
- Queen com Queen I (1973) e Queen II (1974).
- As músicas  "Dear Prudence", "Honey Pie", "Savoy Truffle" e "Martha My Dear" do álbum  The Beatles (1968) e também Hey Jude (1968).
- Genesis com Trespass (1970), Nursery Cryme (1971) e A Trick Of The Tail (1976).
- Supertramp com Crime of the Century (1974).

## Artistas
A lista dos artistas que passaram pelo Trident Studios é extensa e inclui: Billy Preston, Mary Hopkin, James Taylor, todos os Beatles em carreira solo, Elton John, Marc Bolan/T.Rex, Carly Simon, Frank Zappa, Rolling Stones, Free, Plastic Ono Band, Lindisfarne , Dusty Springfield, Mahavishnu Orchestra, Jeff Beck/Rod Stewart, Queen, Lou Reed, Rick Wakeman, David Bowie, Harry Nilsson, Genesis, James Taylor, Free, entre outros.